# Alberto Borea
Alberto Alfonso Borea Odría (Lima, 1 de diciembre de 1951) es un abogado, escritor, constitucionalista y político peruano. Desde el 27 de enero del 2025, es juez de la Corte Interamericana de Derechos Humanos. Fue senador por Lima, desde julio de 1990 hasta su disolución en abril de 1992, y diputado en el periodo 1985-1990. Fue también representante del Perú ante la Organización de los Estados Americanos, durante el gobierno de Alejandro Toledo, y ejerció como abogado del presidente Pedro Pablo Kuczynski durante el primer proceso de vacancia presidencial en el año 2017. 

## Biografía
Nació en la ciudad de Lima, el 1 de diciembre de 1951. Es hijo de Alberto Borea Zolezzi y de Consuelo Odría Campoverde.
Estudió la carrera de Derecho en la Pontificia Universidad Católica del Perú, y realizó estudios de postgrado en la Universidad de Wisconsin-Madison y en la Universidad Complutense de Madrid, España. Ha sido profesor de derecho constitucional en la Universidad de San Martín de Porres, en la Pontificia Universidad Católica del Perú y en la Universidad de Lima, en el Perú, y en la Universidad de San José, en Costa Rica. Es conferencista internacional.

## Carrera política
Alberto Borea incursionó en el ámbito político cuando se formó con los criterios de Víctor Raúl Haya de la Torre, y en los principios social cristianos. Luego se apunta como militante del Partido Aprista Peruano y su carrera política se inicia en las elecciones constituyentes del año 1978, donde postuló a la Asamblea Constituyente convocada por Francisco Morales Bermúdez. Sin embargo, no tuvo éxito y tampoco en su candidatura a la Cámara de Diputados en 1980. Tras esto, Borea decide renunciar al aprismo para luego unirse al Partido Popular Cristiano de Luis Bedoya Reyes.

### Diputado por Lima
En las elecciones parlamentarias de 1985, postuló nuevamente a la Cámara de Diputados por la coalición Convergencia Democrática y tuvo éxito al ser elegido como diputado por Lima Metropolitana, obteniendo 26,002 votos, para el periodo parlamentario 1985-1990.
Durante su gestión, auspició diversos proyectos de ley, entre ellos, el de habeas corpus y Amparo; el de la prohibición de la reelección presidencial; el de partidos políticos y el de la presencia de los partidos políticos en el canal del Estado, para evitar el distanciamiento entre el pueblo y el poder político.

### Senador
Culminando su gestión como diputado, Borea luego decidió postular al Senado como miembro del Frente Democrático liderado por Mario Vargas Llosa para las elecciones generales de 1990. Obtuvo 89,589 votos y juramentó para el periodo 1990-1995.
En este periodo, Borea promovió y apoyó diversos proyectos de ley, entre ellos, el de registro central de detenidos para evitar la desaparición de personas; el de control de los actos del Poder Ejecutivo, para evitar el abuso presidencial en las funciones de gobierno; el de reforma de juicios de alimentos, para que personas que tienen derecho de alimentos puedan agilizar su cobranza; la ley orgánica del poder judicial, para permitir un poder judicial más justo y eficiente; y el proyecto de ley que prohíbe fumar en lugares públicos. 

### Opositor al gobierno de Alberto Fujimori
El 5 de abril de 1992, su cargo fue disuelto tras el cierre del Congreso de la República decretado por el presidente Alberto Fujimori. Borea fue uno de los fuertes protestantes a la medida y se convirtió en un férreo opositor a Fujimori. El 27 de julio de 1992, un grupo de senadores se reunió en el domicilio de Lourdes Flores Nano para elegir a la nueva Mesa Directiva del Senado disuelto por el golpe de Estado. Borea fue elegido por amplia mayoría como presidente del Senado y tuvo como objetivo juramentar a Carlos García y García como nuevo presidente del Perú, ante la llegada de Máximo San Román al Perú tras encontrarse de viaje en el exterior. 
El 13 de noviembre de 1992, junto con el general Jaime Salinas Sedó y otros militares y civiles, Borea colaboró en el intento de contragolpe de estado contra Fujimori, pero no tuvieron éxito. Tras ese intento fallido, Borea decide no participar en el Congreso Constituyente Democrático y renunció al Partido Popular Cristiano tras no estar de acuerdo con que el partido participara en las elecciones constituyentes de ese mismo año.
Estuvo asilado en Costa Rica. En su exilio se desempeñó como consultor del Instituto Interamericano de Derechos Humanos, a cargo del programa de capacitación en la administración de justicia.
En el año 1995, Alberto Borea fundó el Foro Democrático, grupo de personalidades independientes que buscaban frenar la reelección presidencial de Alberto Fujimori. En la fundación participaron también Ángel Delgado Silva, Fernando de la Flor Arbulú, César Rodríguez Rabanal y diversas figuras políticas. Dirigió el programa Prensa Popular y Democracia para promover un auténtico espíritu crítico y la preparación personal de la juventud. En el año 1998, Borea fue promotor y conductor del esfuerzo nacional del referéndum contra la tercera reelección de Fujimori a la presidencia del Perú en las elecciones del año 2000, la cual no tuvo éxito tras el fraude fujimorista coordinado por Vladimiro Montesinos. Borea permaneció como opositor al régimen hasta su caída en el año 2000, tras la vacancia de Fujimori y el inicio del gobierno de transición de Valentín Paniagua.
En el año 2000, fundó con Ángel Delgado Silva el partido Fuerza Democrática como alternativa para promover un cambio positivo en la política peruana. Junto con su equipo partidario en el año 2002, trabajó en el posicionamiento de Fuerza Democrática obteniendo 47 alcaldías de las 330 distritos en los que participaron, y ganando luego las elecciones de Ilave, departamento de Puno, en el 2004, consolidándose Fuerza Democrática como un partido con arraigo nacional. 

### Representante Permanente del Perú en la OEA
Durante los años 2004 y 2005, Borea fue representante del Perú ante la Organización de los Estados Americanos. Fue elegido presidente del "Comité de Asuntos Jurídicos y Políticos" y desempeñó luego la presidencia del Consejo Permanente de la Organización de los Estados Americanos (OEA). Desde esta posición creó, instauró e impulsó la "Cátedra de las Américas", cuyo fin fue llevar a los distintos pueblos latinoamericanos el pensamiento de destacados intelectuales y el estímulo del debate de ideas en el hemisferio.
En la OEA, sustentó la posición peruana de rechazo hacia la candidatura de José Miguel Insulza, ya que durante su gestión como ministro de Defensa de Chile se vio envuelto en la entrega de armas al Ecuador durante el conflicto del año 1995 (Guerra del Cenepa), compras que este último país realizó Ecuador en forma anterior al conflicto de 1995. Y como se comprobó posteriormente fueron hechas varios años antes del conflicto y solo su entrega fue durante ese hecho y en el cual no tuvo conocimiento ni participación alguna.

### Candidato presidencial
Fue candidato presidencial en las elecciones generales del año 2006 por el partido Fuerza Democrática. Obtuvo 0,2 % de los votos válidos, quedando en el puesto 13 de los 19 candidatos presidenciales.
Posteriormente en el año 2009, Borea se afilió a Perú Posible, partido político del presidente Alejandro Toledo, y fue miembro de la Comisión Política del partido, así como personero legal en la campaña presidencial de las elecciones generales del año 2011.

### Gobierno de Pedro Pablo Kuczynski
En el año 2018, Alberto Borea reapareció en el ámbito político al ser designado como abogado del entonces presidente Pedro Pablo Kuczynski cuando afrontó el primer proceso de vacancia presidencial en diciembre del 2017. Bajo ese cargo, el 22 de diciembre de 2017 ofreció un discurso de defensa del presidente ante el pleno del Congreso que duró varias horas. Durante su discurso, llamó "abuelito bondadoso" a Kuczynski Godard, y citó tanto a filósofos como Montesquieu como al personaje de tiras cómicas chileno Condorito. Esto último produjo un comentario viral de respuesta por parte de la congresista fujimorista Yeni Vilcatoma.
También representó y ejerció la vocería del presidente Kuczysnki durante la tramitación de su segundo proceso de vacancia e iba a ofrecer un nuevo discurso de defensa en la sesión del pleno del Congreso programada para el jueves 21 de marzo de 2018. Sin embargo, la bancada de Fuerza Popular hizo públicos en la noche del martes 19 los llamados "Mamanivideos" en que el congresista fujimorista Moisés Mamani entablaba distintas conversaciones sobre la vacancia con miembros de la bancada de Kenji Fujimori (conocida como "Los Avengers"), ministros de Estado y representantes del Ejecutivo, denunciando una presunta compra de votos. En el Mamanivideo en el que aparecía, Borea Odría invitaba a Mamani a Palacio de Gobierno y le ofrecía el número personal del ministro de Transportes y Comunicaciones Bruno Giuffra. Ante la revelación, el abogado sostuvo que sus reuniones privadas con parlamentarios fueron "para explicar temas jurídicos de la vacancia", denunció que le habían tendido una trampa y negó haber realizado algún acto indebido. Finalmente, el presidente decidió presentar su renuncia.

Moisés Mamani: Lo que yo quiero, mire doctor, es que me asegure. En Puno está Ávila y yo no quiero entrar a pelear. Porque mire, Ávila es una persona que todo quiere agarrar. Como que mira y ¡pa! Entonces yo por eso.
Alberto Borea: No te preocupes, yo hablo con Giuffra.
Mamanivideo

### Gobierno de Dina Boluarte
En julio del 2023, durante el gobierno de Dina Boluarte, Borea fue nombrado por el premier Alberto Otárola como uno de los abogados integrantes de una Comisión Consultiva destinada a asesorar a la presidenta en materia constitucional. En el año 2024, el gobierno presentó su candidatura como juez de la Corte Interamericana de Derechos Humanos, luego de retirar la ya presentada candidatura a la reelección de la abogada Julissa Mantilla a la Comisión Interamericana de Derechos Humanos.

## Juez de la Corte Interamericana
El 28 de junio de 2024, durante la 54 Asamblea General de la Organización de los Estados Americanos (OEA), celebrada en Asunción, Alberto Borea fue elegido como juez de la Corte Interamericana de Derechos Humanos, con 15 votos. La revista conservadora colombiana Semana editorializó considerando la elección de Borea como una derrota diplomática del presidente Gustavo Petro, cuya administración había presentado la candidatura de Carlos Rodríguez Mejía. Por su parte, el exdiplomático aprista Luis Gonzales Posada consideró positivo el nombramiento, puesto que en su opinión sería "una suerte de guardián para que no se produzcan más esos excesos en el Perú ni en ningún otro país".
En julio del 2024, tras su elección, Borea sostuvo en una entrevista con el diario Perú 21 que las protestas del periodo 2022-2023 contra el gobierno de Boluarte eran "un ataque al sistema democrático" y el gobierno de Pedro Castillo estuvo "cerquísima de la dictadura".
El 27 de enero de 2025, Alberto Borea juramentó e inició su periodo como juez.
En agosto de 2025, Borea recibió en Arequipa el doctorado honoris causa de parte de la Universidad Católica de Santa María de esa ciudad de manos del rector de esa casa de estudios y representante legal del Estado Peruano ante la Corte Interamericana en los casos Barrios Altos versus Perú y La Cantuta versus Perú, el abogado Jorge Cáceres Arce.

## Publicaciones
Es autor de diversos libros en materia de Derecho Constitucional y en teoría política, entre ellas, 
- La Difícil Democracia en América Latina (1994)
- Los Elementos del Estado Moderno (1994)
- Evolución de las Garantías Constitucionales (1996)
- Derecho y Estado de Derecho (1999)
- Los Años de Lucha y la Fuerza Democrática (2003).